# 拉氏銼齒鱂
拉氏銼齒鱂，為輻鰭魚綱鯉齒目鯉齒亞目花鳉科的其中一種，分布於南美洲巴拉圭及巴拉那河下游流域，體長可達2.3公分，屬於肉食性，生活習性不明。

## 擴展閱讀
維基物種上的相關：拉氏銼齒鱂